# Tử hình ở Brunei
Hình phạt tử hình là một hình phạt hợp pháp ở Brunei, mặc dù không có vụ hành quyết nào xảy ra kể từ khi đất nước giành được độc lập vào năm 1984. Vụ hành quyết cuối cùng ở Brunei xảy ra vào năm 1957, khi đất nước này vẫn còn là một nước bảo hộ của Vương quốc Anh.
Tội phạm bị kết án tử hình ở Brunei bao gồm giết người, khủng bố, buôn bán ma túy, tự sát, đốt phá, bắt cóc, phản quốc, nổi loạn, khai man và kể từ năm 2019 là đồng tính luyến ái. Vào tháng 4 năm 2014, Brunei đã đưa ra một bộ luật hình sự mới thực thi các yếu tố của luật Sharia và đưa ra án tử hình (bằng cách ném đá) vì tội ngoại tình, sàm sỡ, hãm hiếp, bội giáo, báng bổ và lăng mạ Hồi giáo.
Các phương pháp thực thi pháp lý ở Brunei hiện nay gồm có treo cổ và từ năm 2014 có thêm ném đá.
Hiện tại, ước tính có khoảng sáu cá nhân đang trong diện chờ bị hành quyết ở Brunei. Bản án tử hình được biết đến gần đây nhất đã được tuyên bố vào năm 2017. Cũng gần đây nhất, một người bị kết án tử đã được giảm tội vào năm 2009.